# Госкович, Джули
Джули Мари Госкович-Кунс (англ. Julie Marie Goskowicz-Koons; род. 2 марта 1980 года в гор. Нью-Берлин, штат Висконсин, США) — американская конькобежка, специализирующаяся в шорт-треке. Участвовала на Олимпийских играх 2002 года. Двукратная бронзовый призёр чемпионатов мира.

## Биография
Джули Госкович начала кататься на коньках в возрасте 7-ми лет вместе со своим старшим братом Энтони. В том же 1987 году они присоединились к конькобежному клубу "West Allis", президентом которого был их отец, где познакомились с Дэном Дженсеном. Их отец Брэд также был конькобежцем и внесён в зал Славы конькобежного спорта США. Постепенно Госковичи становились лучше результаты стремительно улучшались.
В январе 1994 года Джули участвовала на первом юниорском чемпионате мира в Сеуле и заняла общее 18-е место, и впервые попала в национальную сборную в возрасте 14 лет на чемпионат мира среди команд в Кембридже, там с командой заняла 4-е место. На следующий год на чемпионате мира среди юниоров в Калгари стала 7-й в многоборье.
В январе 1996 года участвовала на юниорском чемпионате мира в Курмайоре и в общем зачёте заняла 10-е место. В начале марта на чемпионате мира в Гааге в эстафете выиграла бронзовую медаль. Через три недели на командном чемпионате мира в Лейк-Плэсиде вновь взяла бронзу в составе команды.
В 1997 году на чемпионате мира среди юниоров в Маркетте завоевала бронзовые медали на дистанциях 500 м, 1500 м, в суперфинале и в общей классификации. Она переехала в Колорадо-Спрингс в центр олимпийской подготовки. На одной из  тренировок Джули получила травму позвоночника, но смогла восстановиться и поехать в феврале 1998 года на Олимпийские игры в Нагано в качестве запасной в эстафете. В октябре стартовала на Кубке мира сезона 1998/99 годов, и заняла 19-е место на 1500 м в Саратога-Спрингс.
В марте 1999 года на чемпионате мира в Сент-Луисе вместе с командой заняла 4-е место, следом на первенстве мира в Софии стала 5-й в эстафете. В 2020 на командном чемпионате мира была 6-й, а на мировом первенстве в Шеффилде заняла 12-е место в общем зачёте. В марте 2001 года на командном чемпионате мира в Японии заняла 7-е место, а в апреле на чемпионате мира в корейском Чонджу осталась 5-й в эстафете. На Олимпийских играх в Солт-Лейк-Сити Джули заняла 7-е место в эстафете, следом в Монреале на чемпионате мира с командой заняла 4-м месте.
После завершения карьеры вышла замуж за Джефа Кунса, в декабре 2014 года родила мальчика< Джека-Энтони, у них ещё есть две дочери София и Мэделин. 
Они живут в Кливленде штат Огайо.